# Mirilo

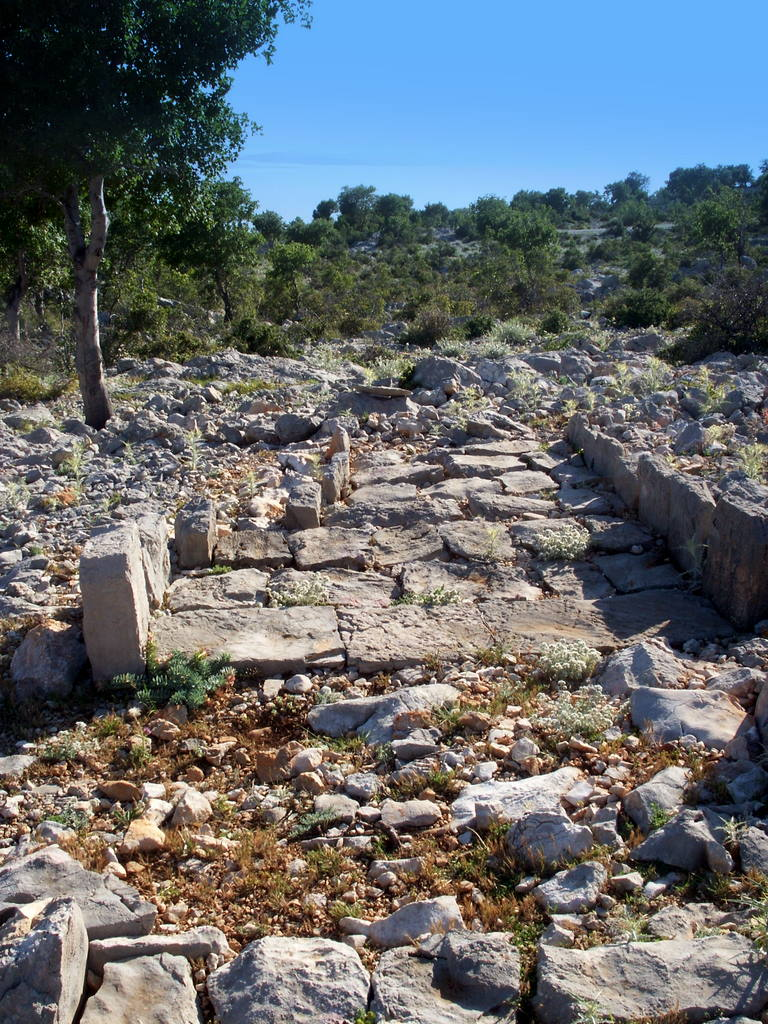
Mirila in Ljubotić bei Starigrad-Paklenica

Ein Mirilo oder Počivalo ist eine sehr einfach gehaltene Totengedenkstätte, die in einer breiteren Randzone entlang der kroatischen Adriaküste anzutreffen ist. Meist spricht man im Plural von Mirila, auf Deutsch auch von Totenraststeinen, da diese Gedenkstätten in der Regel nicht einzeln vorkommen.
Mirila wurden von der römisch-katholischen Bergbevölkerung im Karst des schwer zugänglichen Velebit-Gebirges bis in die 1950er-Jahre entlang von Bergwegen an bestimmten „Totenrastplätzen“ errichtet, an denen die Leichenträger ihren beschwerlichen Transport der Verstorbenen einmal zum Ausruhen unterbrechen durften. Mirila finden sich insbesondere an den Küstenberghängen des Südvelebit und in den oberen Lagen des nordwestlichen Teils der Ravni kotari in der Gespanschaft Zadar.
Das jeweilige Mirilo wurde zunächst mit Steinen markiert und dann später mit horizontalen Steinplatten sowie mit Kopf- und Fußstein dauerhaft als Totengedenkstätte hergerichtet.

## Etymologie

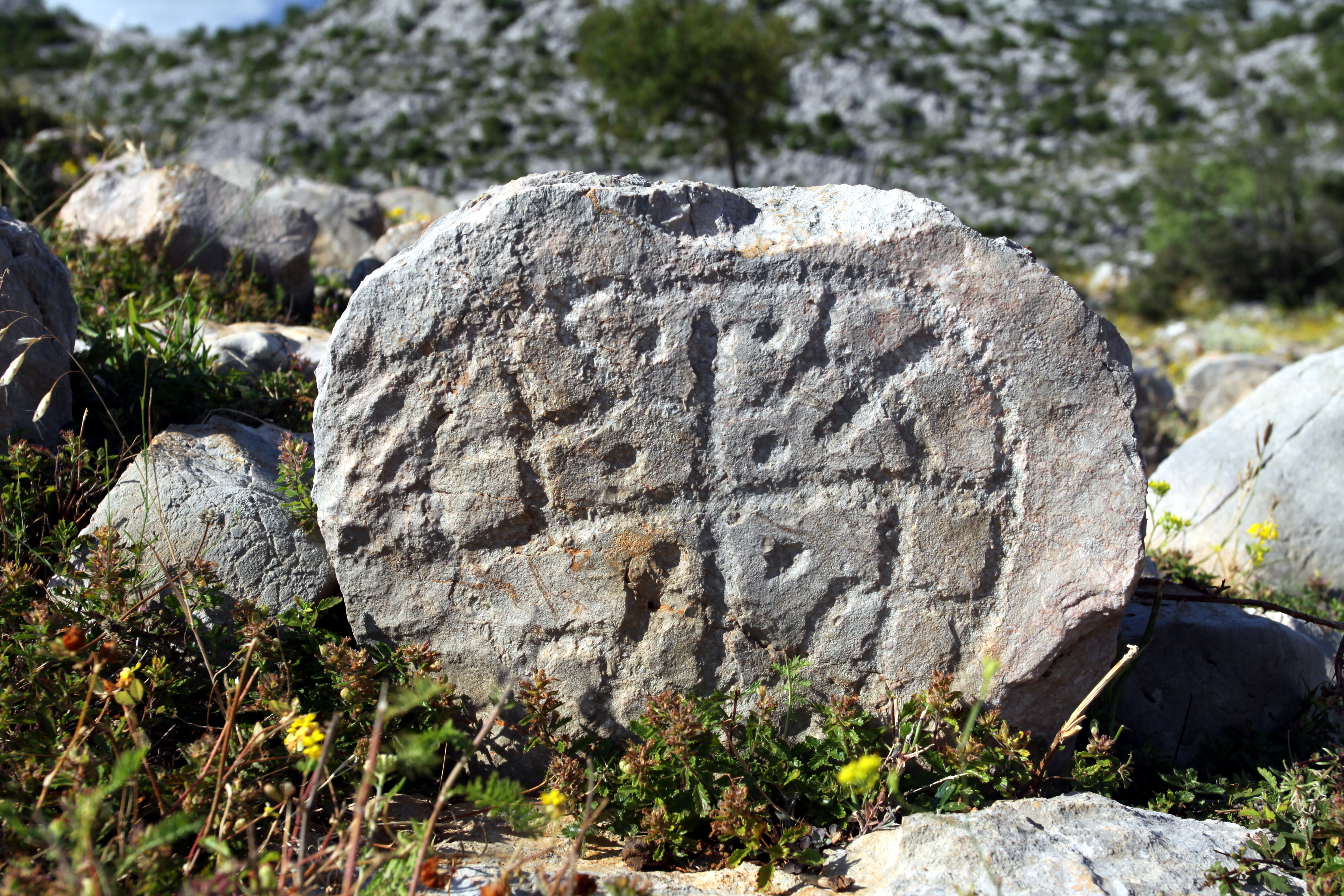
Mirilo

Die beiden Ausdrücke počivalo und mirilo sind offensichtlich parallele Bildungen mittels eines l-Suffixes, das u. a. Ortsangaben bezeichnen kann, von den Verben počivati ‘rasten’ und miriti, das im heutigen Standardkroatischen ‘beruhigen’ bedeutet und von mir ‘Ruhe, Frieden’ (vgl. Mir) abgeleitet ist. Demnach ist die Ursprungsbedeutung beider Wörter ‘Rastplatz, Ruheplatz’. Die naheliegende Erklärung ist, dass der Trauerzug am Mirilo eine Pause macht, aber auch der Tote „rastet“ hier vor dem Begräbnis ein letztes Mal in körperlicher Gestalt, und nach dem Begräbnis „ruht“ hier nach dem Volksglauben die Seele des Toten, während auf dem Friedhof nur der Körper begraben ist.
In den an der Adriaküste verbreiteten ikavischen Dialekten ist dieses mirilo zufällig mit einem anderen Wort mirilo ‘Maß, Maßstab’ zusammengefallen, dem im (ijekavischen) Standardkroatischen mjerilo entspricht. Mit dem oben erwähnten l-Suffix von mjeriti (bzw. ikav. miriti) ‘messen’ abgeleitet, könnte man dieses Wort also auch als ‘Ort des Messens, Messplatz’ verstehen. Da mithilfe der Steine tatsächlich die körperliche Gestalt des Toten festgehalten wird, was auch das „Messen“ der Körperlänge erlaubt (obwohl dies nie mit Maßband oder Zollstock durchgeführt wird), ist per Volksetymologie das Abstecken der Körperlänge durch einen Kopf- und Fußstein „als authentische Erinnerung an die Körperlichkeit des Verstorbenen und als präventiver Schutz vor Flüchen und bösen Mächten“ zu einem zentralen Element der Zeremonie geworden.

## Geschichte

### Entstehung und Brauchtum
Mirila entstanden in der Zeit vom 17. bis 20. Jahrhundert, als die Bewohner (Viehzüchter-Nomaden) des Velebit-Gebirges hauptsächlich von der Viehwirtschaft lebten und vor allem Schafherden hielten. Die Verstorbenen mussten von den oft sehr abgelegenen Weilern und Höfen auf Bergwegen zur Dorfkirche und weiter zum Dorffriedhof getragen werden. Dabei war es Brauch, dass die Träger nur einmal unterwegs rasten und den Toten auf der Erde absetzen durften. An solchen, bestimmten Plätzen „nahm der Verstorbene zum letzten Mal Abschied von der Sonne“. So entstanden Familienraststeine, die das Andenken an die Verstorbenen bewahrten und wichtiger waren als das Grab selbst, weil man der Ansicht war, dass sich im Grab „lediglich“ ein Körper ohne Seele befinde, welcher auf dem Mirilo geblieben ist. Die Leichen waren in ein gewöhnliches Leinentuch gewickelt und wurden auf einer hölzernen Bahre transportiert. Das Mirilo, d. h. die Ablagestelle, wurde folgendermaßen mit Steinen markiert: „Unter den Leichnam wurden flache Steine gelegt, die genau seiner Körperlänge und -breite entsprachen. An den Fuß wurde ein Stein gestellt, der von Natur aus abgerundet war oder später entsprechend geformt wurde, und an den Kopf ein ähnlich geformter, aber etwas größerer so genannter Kopfstein.“ Das Ritual des Mirilo-Baus fand bei Sonnenaufgang statt, und der Leichnam lag mit dem Kopf nach Osten, zur Sonne. Die Aufbahrung in der freien Natur konnte bis zu drei Tage dauern.

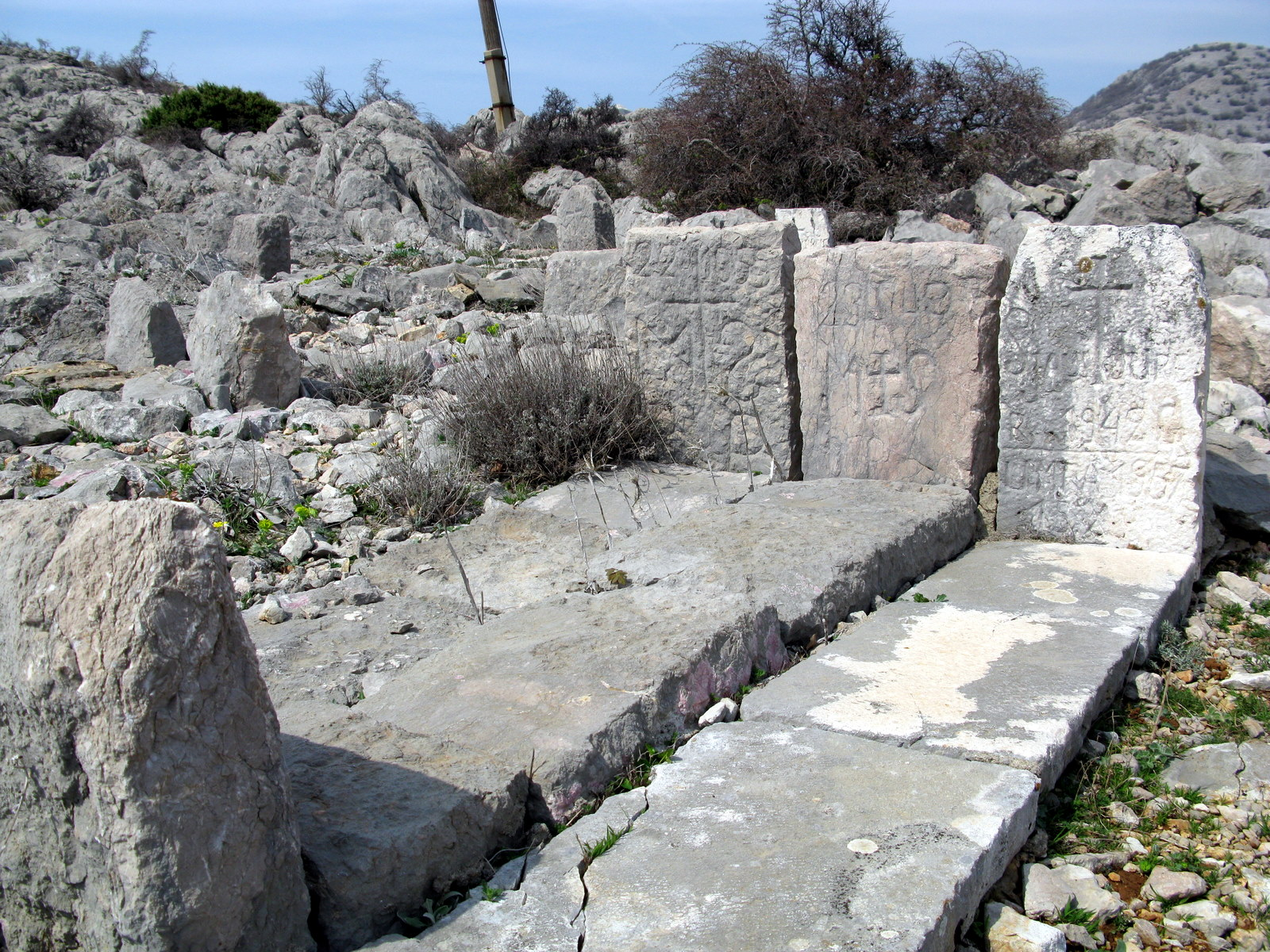
Mirila in Ljubotić: Rechts drei Kopfsteine mit einfachen Bearbeitungen, links ein Fußstein

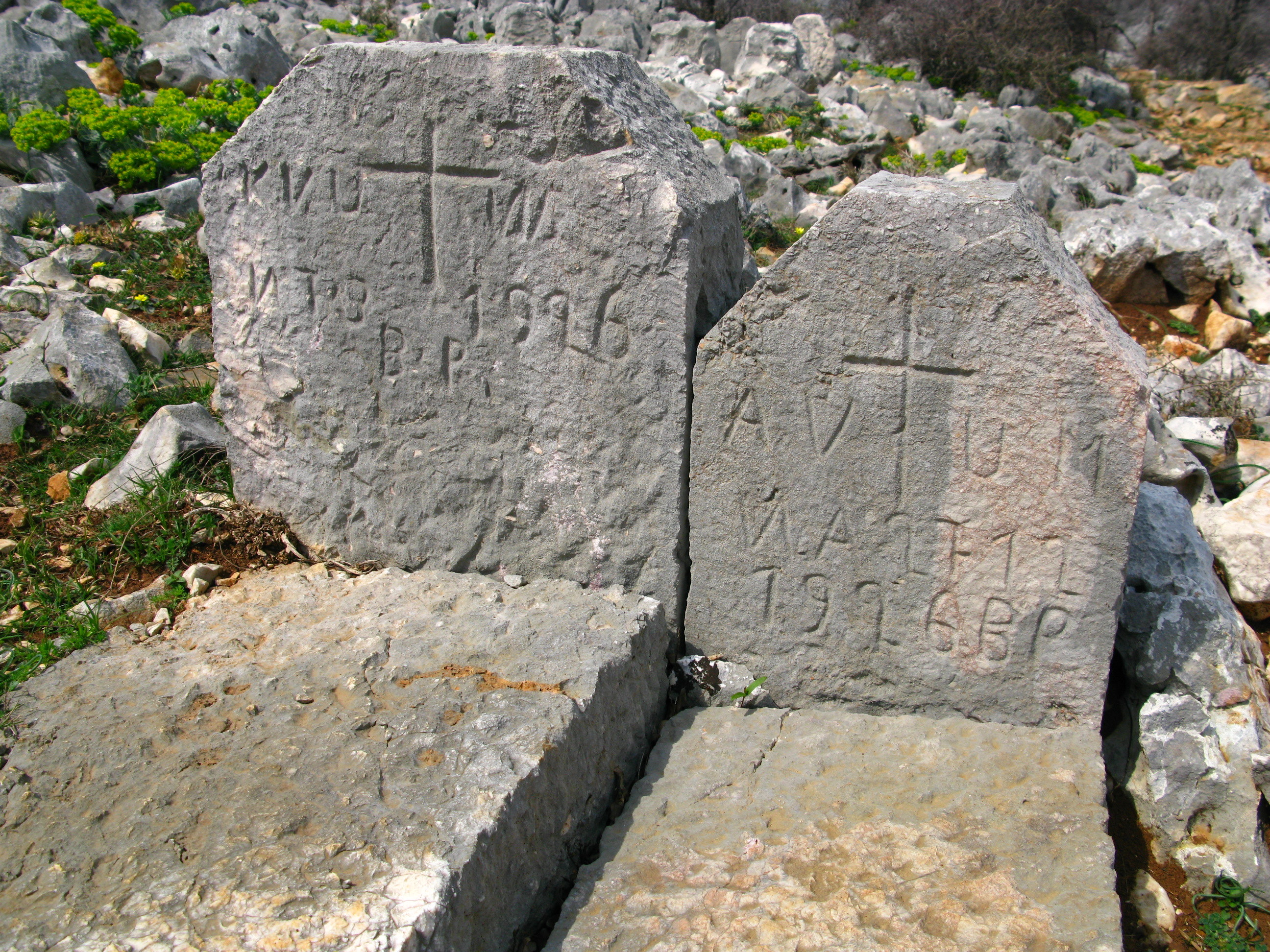
Mirila in Ljubotić: Zwei Kopfsteine, jeweils mit Kreuzmotiv und Inschrift

In den Kopfstein wurden einfache Symbole und teils auch Inschriften eingemeißelt. Die Motive der Kopfstein-Verzierungen sind sehr vielfältig; sie reichen von Symbolen aus vorgeschichtlichen Kulturen (z. B. Solarkreise, Rosetten, Spiralen, Viererhaken) über christliche Kreuzmotive (lateinische, griechische) bis zu Inschriften aus der neueren Zeit. Anthropomorphe (menschenähnliche) Symbole sind selten. Die Kopfsteine der jüngsten Mirila enthalten die gleichen Aufschriften wie die Grabsteine. Als Material diente der in der Landschaft reichlich vorkommende Kalkstein, der nur geringfügig bearbeitet wurde.
Der Ursprung dieses Brauches ist bis heute nicht hinreichend erforscht. Die frühesten Mirila datieren aus der Zeit der Wiederansiedlung von Zuwanderern aus dem Südosten, nachdem das Gebiet in osmanischer Zeit entvölkert war. Ähnliche Totenrituale sind aus Nordgriechenland und aus der Walachei bekannt. Möglicherweise spielen auch Überlieferungen aus illyrischer und römischer Tradition eine Rolle.
Oft sind mehrere Mirila einer Familie in absteigender Größe nebeneinander angeordnet. Im Gedenken an die Toten hatten die Mirila einen wichtigeren Stellenwert als das eigentliche Grab auf dem Friedhof der zentraler gelegenen Dorfkirche. Die Bergbevölkerung des Velebit war sehr arm, weshalb man auch auf den Friedhöfen besonders bescheiden sein musste. Sehr oft wurde unmittelbar in die Erde auch in gemeinsame Grabstätten beerdigt. Man glaubte, im Grab befinde sich lediglich „ein Körper, ohne Seele, welche auf dem Mirilo geblieben ist“.
Eine Ansammlung von mehreren Mirila befindet sich jeweils auf spezifisch ausgewählten Arealen unmittelbar in der kargen Landschaft. Zum Gedenken an den Verstorbenen wurden später Geschenke, Blumen oder Obst gebracht. An Gedenktagen – insbesondere an Allerseelen, wenn die Seelen nach dem Volksglauben auf die Erde, zum Mirilo, zurückkehrten – wurde auf dem Mirilo mit dem Verstorbenen zusammen gegessen und getrunken, ähnlich wie dies bei Orthodoxen auf dem Grab geschieht. Nach dem Glauben der Velebit-Bevölkerung war ein Mirilo der Ort, an dem die Seelen der verstorbenen Hirten in Gesellschaft der Seelen ihrer Schafe ausruhten. Charakteristisch für die Mirila-Areale ist, dass sie ohne trennende Mauer oder Einfriedung inmitten der Landschaft liegen und mit ihr verbunden sind.

### Rückgang des Brauchtums

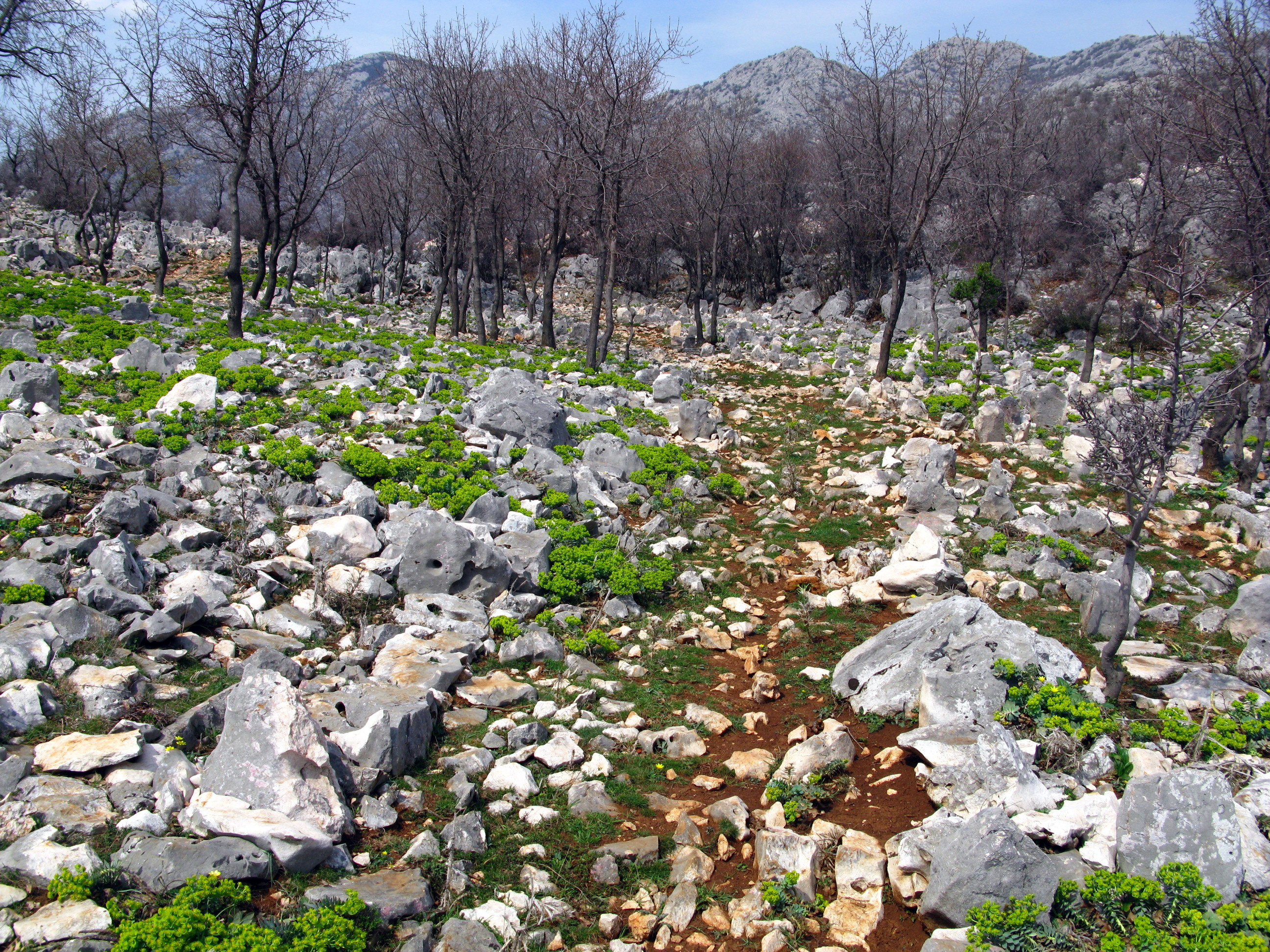
Mirila von Vukić, größte erhaltene Lokalität mit mehr als 300 Mirila

Der Brauch der Errichtung von Mirila war bis kurz nach dem Zweiten Weltkrieg lebendig. Mit dem zunehmenden Ausbau der Straßen sowie der Verlagerung des Sterbeortes im Zuge besserer medizinischer Versorgung auf Krankenhäuser usw. war es nicht mehr notwendig, die Verstorbenen von abgelegenen Wohnstätten zum Friedhof zu tragen, so dass der Brauch weitgehend verschwand und bis Ende des 20. Jahrhunderts nur noch selten ausgeübt wurde.

### Heutiges Vorkommen (Auswahl)
Ausgeschilderte Wanderwege zu Mirila-Arealen bestehen heute unter anderem an folgenden Orten:
- Im Zentrum von Starigrad-Paklenica beginnt ein eineinhalbstündiger Rundweg zu zwei Mirila-Lokalitäten.
- Die umfangreichsten Areale, teils mit mehr als 300 Mirila, befinden sich oberhalb der Ortschaft Tribanj Kruščica (an der Adria-Magistrale) beim Weiler Ljubotić, ca. 12 Kilometer von Starigrad-Paklenica entfernt. Der Wanderweg führt zu sechs Mirila-Arealen. Die größte erhaltene Lokalität sind die Mirila von Vukić zwischen dem Weiler Bristovac und Ljubotić mit mehr als 300 Mirila.